# Carl Hasenpflug
Georg Carl Adolph Hasenpflug (Berlino, 23 settembre 1802 – Halberstadt, 13 aprile 1858) è stato un pittore tedesco romantico, essenzialmente paesaggista, specializzato in architetture.

## Biografia
Nato nel 1802 a Berlino, il giovane Carl imparò il mestiere di calzolaio presso il padre. Nel 1820 entrò nell'atelier del pittore decorativo Carl Gropius come apprendista. Ma infine trovò una propria strada come pittore di monumenti e architetture, frequentando l'accademia di belle arti di Berlino sotto la protezione di Federico Guglielmo III. Fra i suoi soggetti preferiti figurano il duomo di Magdeburgo e la cattedrale dei Santi Stefano e Sisto di Halberstadt, dove visse a partire dal 1828. Ivi morì nel 1858.

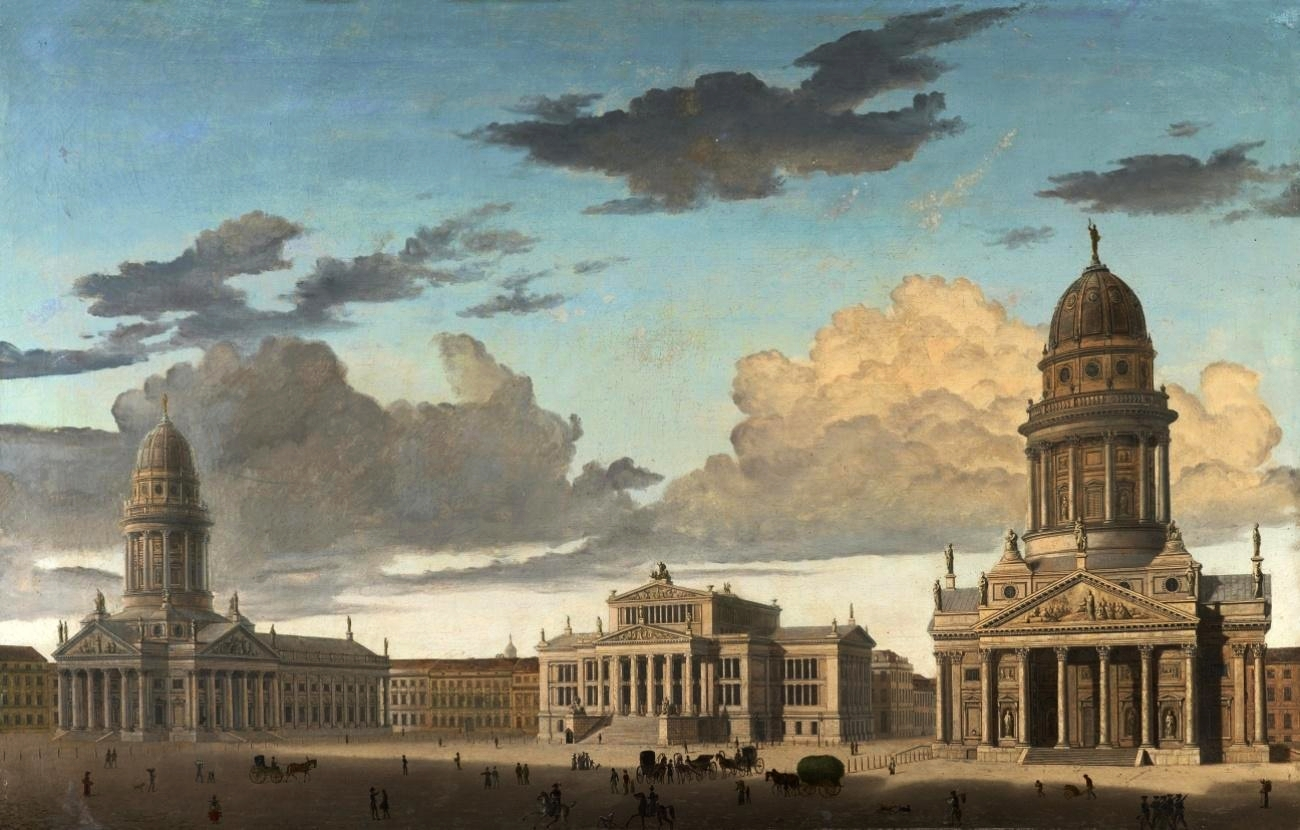
Il Gendarmenmarkt di Berlino

## Opere

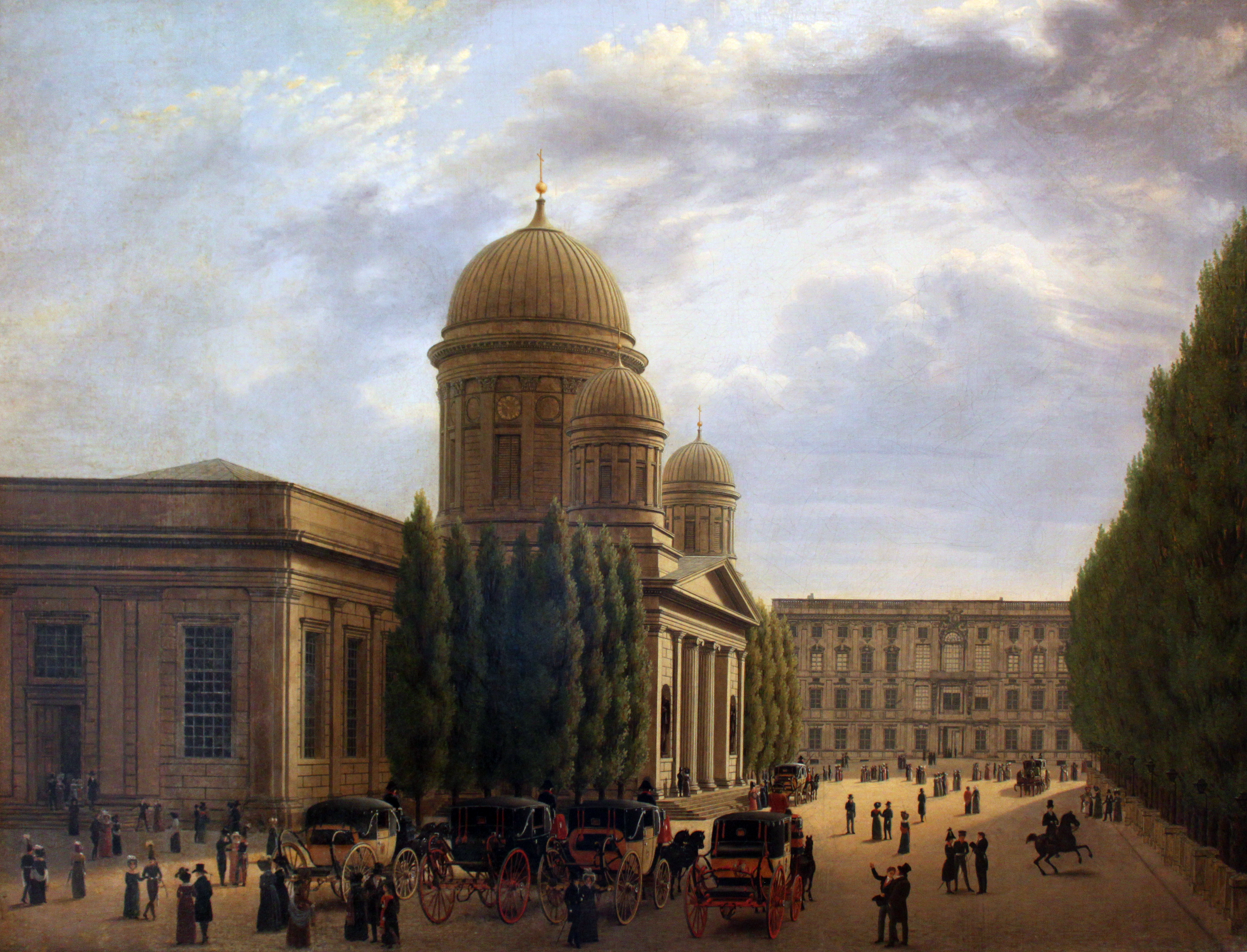
Il duomo di Berlino

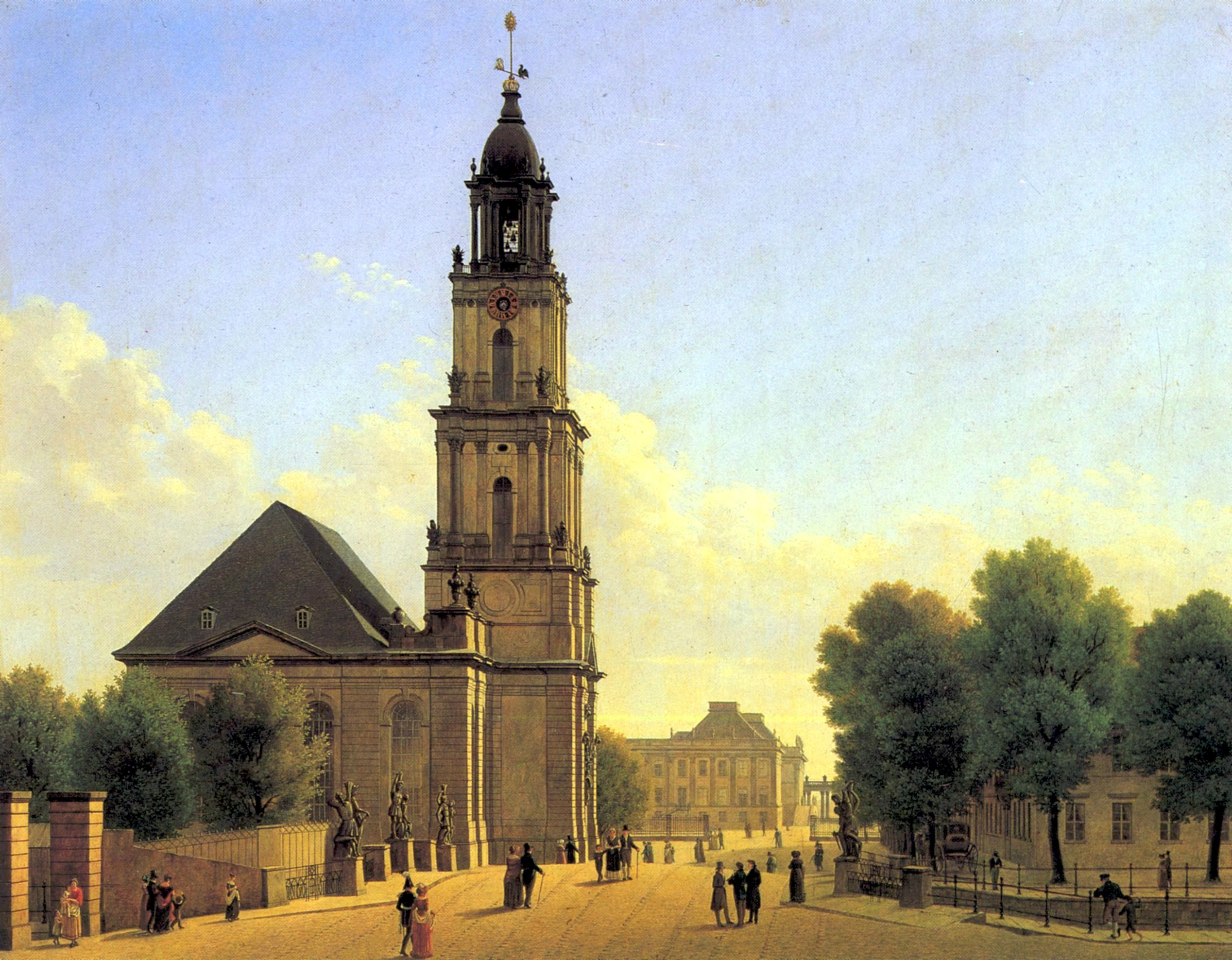
La chiesa della guarnigione di Potsdam

Selezione parziale di opere dell'artista:
- Il Gendarmenmarkt di Berlino (1822)
- Il duomo di Berlino (1825)
- Il duomo di Erfurt (1826)
- La chiesa della guarnigione di Potsdam (1827)
- Il duomo di Erfurt (1827)
- Il jubé della cattedrale di Halberstadt (1828)
- Il duomo di Magdeburgo visto da nordest (1828)
- La cattedrale di Halberstadt (1834)
- Il duomo di Colonia (1832–1836)
- La cattedrale di Halberstadt (1836)
- Veduta di Magdeburgo da nordest (1836)
- Facciata occidentale del duomo di Magdeburgo (1837)
- Vista d'un cimitero in inverno (1841)
- Rovine dell'abbazia di Walkenried (1842)
- Rovine d'un convento in inverno (1845)
- Rovine d'un convento in inverno (1847)
- Rovine di una chiesa di Halberstadt in inverno (1847)
- Vista del castello di Falkenstein in inverno (1847)
- Rovine dell'abbazia di Walkenried (1850)
- Rovine del castello di Saaleck (1857)